# 弗朗切斯科·斯凱蒂諾
弗朗切斯科·斯凱蒂諾（發音：[franˈtʃesko sketˈtiːno]；1960年11月14日—），意大利前船長，2012年1月13日指揮歌詩達協和號郵輪時在意大利西部吉廖島對出觸礁后翻船，導致三十二名乘客和乘務人员死亡。 2015年，他因擅自棄船被判处16年监禁。在上诉程序完結后，他于2017年开始服刑。

## 備注
1. ↑  姓氏“Schettino”又譯謝蒂諾[3][4]